# NGC 291
NGC 291 este o galaxie spirală barată situată în constelația Balena. A fost descoperită în 27 septembrie 1864 de către Albert Marth.